# Gerhard ten Berge

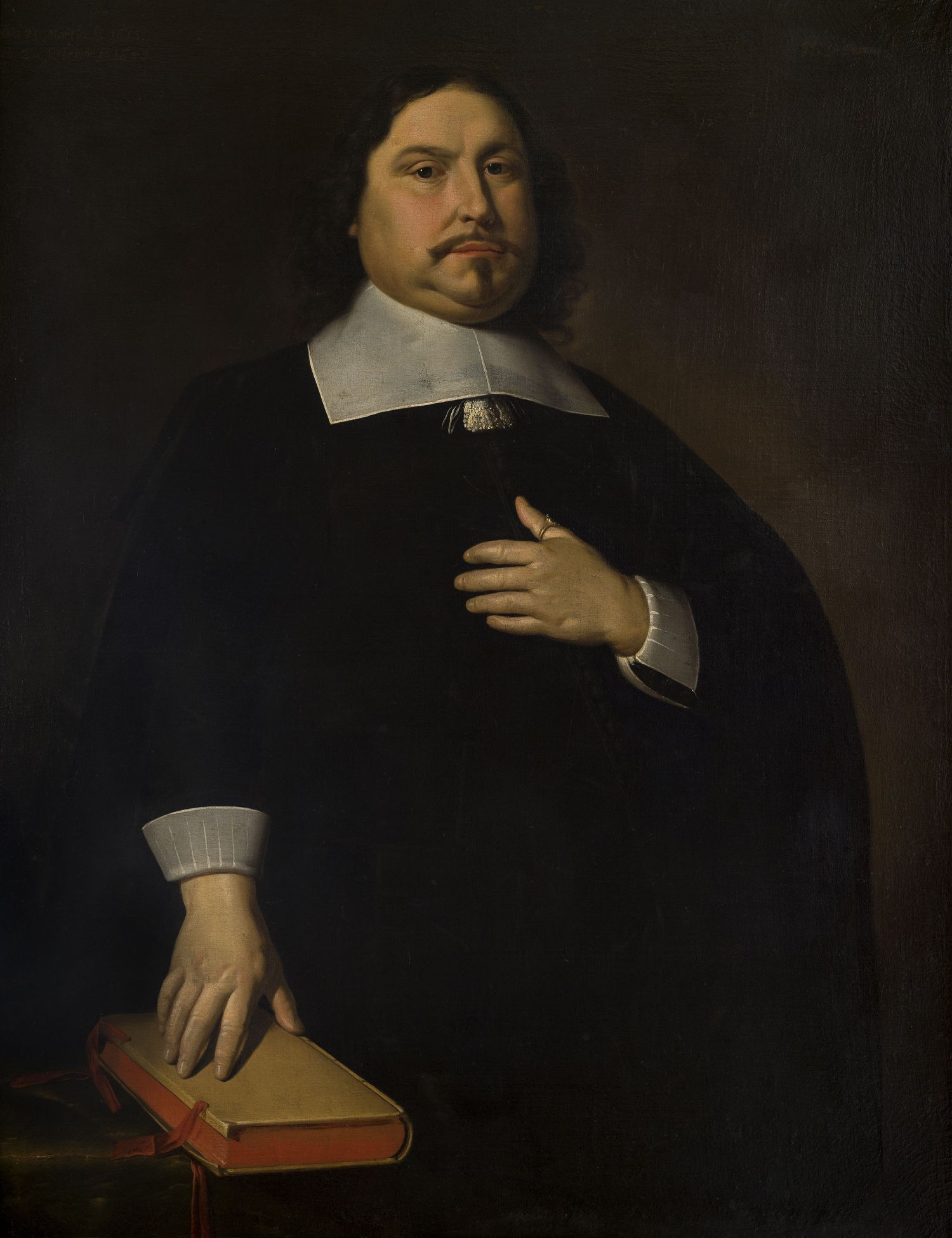
Portret van Ten Berge door Jan Jansz. de Stomme uit 1655. Dit schilderij hing vroeger in de consistorie van Noordlaren en hangt tegenwoordig in de Fraeylemaborg in Slochteren. Het schilderij vormt een pendant met dat van zijn vrouw.

Gerhard ten Berge (Groningen, 1615 - 26 mei 1682) was een Nederlandse bestuurder.
Ten Berge was boekhouder van het Armhuiszitten Convent (1643) en secretaris van het college van curatoren van de Groningse hogeschool (1648-1652). In 1654 werd hij verkozen tot raadsheer van Groningen. Ten Berge trouwde in 1640 met Houcke van Freden, dochter van hervormd predikant Henricus van Freden. Het gezin Ten Berge woonde in de Poelestraat, later in de Oosterstraat in de stad. In 1659 werd hij benoemd tot burgemeester van Groningen, hij werd tot aan zijn dood meerdere malen herkozen.
Ten Berge kocht vanaf 1660 grond in Hoogezand en liet dit ontginnen. In 1664 liet hij in Hoogezand de borg Vredenburg bouwen. Hij hield toezicht op de bouw van de Damkerk en mocht een herenbank in de kerk plaatsen. Hij deed het huis Vredenburg in 1668 over aan zijn zoon Gerhard jr. In 1670 kocht hij grond in Sappemeer, tussen het Heerendiep en het Achterdiep. Hij liet er een buitenhuis bouwen dat hij Stadwijk noemde. Stadwijk lag even ten oosten van de Koepelkerk. In 1678 kreeg hij toestemming om ook in deze kerk een herenbank te plaatsen.
In 1672 kocht Ten Berge opnieuw grond in Hoogezand, aan het Hoofddiep. Hij liet er het huis Vredendal bouwen. Hij werd in dat jaar benoemd tot waardijn van de munt in Groningen.
Na zijn overlijden in 1682 bleef zijn weduwe op Vredendal wonen, kleindochter Lammina ten Berge en haar man Lodewijk Wijchgel erfden Stadwijk.
- International Standard Name Identifier: 0000 0004 5285 4884
- Nederlandse Thesaurus van Auteursnamen: 391104012
- Virtual International Authority File: 317290875
- WorldCat: E39PBJqbfQrgT66KcHDfJ8gdwC